# Pararoncus histrionicus
Pararoncus histrionicus är en spindeldjursart som beskrevs av Chamberlin 1938. Pararoncus histrionicus ingår i släktet Pararoncus och familjen spinnklokrypare. Inga underarter finns listade i Catalogue of Life.